# Paul Henning
Paul Henning (* 16. September 1911 in Independence, Missouri; † 25. März 2005 in Burbank, Kalifornien) war ein US-amerikanischer Drehbuchautor und Fernsehproduzent.

## Leben
Henning wurde auf einer Farm in Missouri geboren und wuchs in Independence auf. Er absolvierte die Kansas City School of Law, begann aber in den 1930er Jahren für das Radio zu schreiben. Zu Beginn der 1950er Jahre wandte er sich dem Drehbuchschreiben für das Fernsehen zu. So entwickelte und produzierte er u. a. die The Bob Cummings Show. Sein größter Erfolg wurde die Serie The Beverly Hillbillies, die von 1962 bis in die frühen 1970er Jahre lief. Außerdem war er an der Entwicklung und Produktionen der ebenfalls erfolgreichen Serien Petticoat Junction und Green Acres beteiligt. Zu seinem Werk gehören mit Ein Pyjama für zwei und Zwei erfolgreiche Verführer nur zwei Filme, bei diesen arbeitete er mit Stanley Shapiro zusammen. 1988 wurde die Neuverfilmung Zwei hinreißend verdorbene Schurken veröffentlicht, als deren Grundlage ihr Drehbuch zu Zwei hinreißend verdorbene Schurken diente.
1962 war er gemeinsam mit Stanley Shapiro für das Drehbuch zu Ein Pyjama für zwei für den Oscar in der Kategorie Bestes Originaldrehbuch nominiert. 1956, 1959 sowie 1963 war er jeweils für den Emmy nominiert. 1996 zeichnete ihn die Writers Guild of America mit dem Laurel Award for TV Writing Achievement aus.
Henning war verheiratet und Vater zweier Töchter.

## Filmografie (Auswahl)
- 1955–1959: The Bob Cummings Show (Fernsehserie)
- 1961: Ein Pyjama für zwei (Lover Come Back)
- 1962–1971: The Beverly Hillbillies (Fernsehserie)
- 1964–1970: Petticoat Junction (Fernsehserie)
- 1964: Zwei erfolgreiche Verführer (Bedtime Story)
- 1988: Zwei hinreißend verdorbene Schurken (Dirty Rotten Scoundrels)